# フェニックス賞
フェニックス賞（フェニックスしょう、Phoenix Award）は、アメリカの児童文学協会（ChLA：Children's Literature Association）によって1985年に創設された文学賞のひとつ。受賞年の20年前に出版された作品を対象としている他に類を見ない賞である。
英語にて出版された原著作品のなかで、名だたる児童書は20年前の出版当時に主だった文学賞が授与されていない為、それらの作品に対し再評価の意味をこめて毎年贈られている賞である。最優秀賞は基本的に1作品、そのほか栄誉賞としてのオナー（Honor Book）があり、受賞作品数はその年によって違いオナー賞のない年もある。
2010年、ChLAは新たに『フェニックス絵本賞（- えほんしょう、Phoenix Picture Book Award）』を創設した。絵本のみを対象とした賞だが、受賞の基準はフェニックス賞に同様である。受賞は2013年から開始されている。

## 歴代受賞作
※ 上段は受賞した『原作品名』（作者／出版社／出版年）、
　 下段は日本国内で出版された『訳書のタイトル』（作者／訳者／出版社／出版年）となっている。

### フェニックス賞
- 1985年

『The Mark of the Horse Lord』（Rosemary Sutcliff／Oxford／1965）
『王のしるし』（ローズマリー・サトクリフ／猪熊葉子／岩波書店／1973）
- 1986年

『Queenie Peavy』（Robert J. Burch／Viking／1966）
『いじっぱりのクイーニ』（ロバート・J・バーチ／五頭和子／ベネッセ／1988）
- 1987年

『Smith』（Leon Garfield／Constable／1967）
『ねらわれたスミス』（リアン・ガーフィールド／亀山龍樹／岩崎書店／1974）
- 1988年

『The Rider and His Horse』（Erik Christian Haugaard／Houghton Mifflin／1968）
『さいごのとりでマサダ』（エリック・C・ホガード／犬飼和雄／冨山房／1971）
- 1989年

『The Night-Watchmen』（Helen Cresswell／Faber／1969）
※ 訳書なし
Honor賞
『Brother Can You Spare a Dime?』（Milton Meltzer／Knopf／1969）
※ 訳書なし
『Pistol』（Adrienne Richard／Little Brown／1969）
※ 訳書なし
- 1990年

『Enchantress from the Stars』（Sylvia Louise Engdahl／Atheneum／1970）
『異星から来た妖精』（シルヴィア・ルイーズ・エングダール／渡辺南都子／早川書房／1981）
Honor賞
『Ravensgill』（William Mayne／H Hamilton／1970）
※ 訳書なし
『Sing Down the Moon』（Scott O'Dell／Houghton Mifflin／1970）
『ナバホの歌』（スコット・オデール／犬飼和雄／岩波書店／1974）
- 1991年

『A Long Way from Verona』（Jane Gardam／H Hamilton／1971）
※ 訳書なし
Honor賞
『A Game of Dark』（William Mayne／H Hamilton／1971）
『闇の戦い』（ウィリアム・メイン／神宮輝夫／岩波書店／1980）
『The Tombs of Atuan』（Ursula LeGuin／Atheneum／1971）
『こわれた腕環―ゲド戦記 Ⅱ』（ル・グウィン／清水真砂子／岩波書店／1976）
- 1992年

『A Sound of Chariots』（Mollie Hunter／H Hamilton／1972）
※ 訳書なし
- 1993年

『Carrie's War』（Nina Bawden／Gollancz／1972）
『帰ってきたキャリー』（ニーナ・ボーデン／松本亨子／評論社／1977）
Honor賞
『A Pround Taste for Scarlet and Miniver』（E L Konigsburg／Atheneum／1973）
『誇り高き王妃』（E・L・カニグズバーグ／小島希里／岩波書店／2002）
- 1994年

『Of Nightingales that Weep』（Katherine Paterson／Crowell／1974）
※ 訳書なし
Honor賞
『My Brother Sam is Dead』（James Lincoln Collier, Christopher Collier／Four Winds／1974）
『サム兄さんは死んだ』（ジェイムズ・L・コリアー, クリストファー・コリアー／青木信義／ぬぷん児童図書出版／1978）
『Listen for the Fig Tree』（Sharon Bell Mathis／Viking／1974）
※ 訳書なし
- 1995年

『Dragonwings』（Laurence Yep／HarperCollins／1975）
『ドラゴン複葉機よ、飛べ』（ローレンス・ヤップ／中山容／晶文社／1981）
Honor賞
『Tuck Everlasting』（Natalie Babbitt／Farrar／1975）
『時をさまようタック』（ナタリー・バビット／小野和子／評論社／1989）
- 1996年

『The Stone Book』（Alan Garner／Collins／1976）
※ 訳書なし
『Abel's Island』（William Steig／Farrar／1976）
『アベルの島』（ウィリアム・スタイグ／麻生九美／評論社／1980）
- 1997年

『I Am the Cheese』（Robert Cormier／Pantheon／1977）
※ 訳書なし
- 1998年

『A Chance Child』（Jill Paton Walsh／Macmillan／1978）
※ 訳書なし
Honor賞
『Beauty』（Robin McKinley／Harper／1978）
※ 訳書なし
『The Devil in Vienna』（Doris Orgel／Dial／1978）
※ 訳書なし
- 1999年

『Throwing Shadows』（E L Konigsburg／Atheneum／1979）
『影―小さな5つの話』（E・L・カニグズバーグ／小島希里／岩波書店／2002）
- 2000年

『The Keeper of the Isis Light』（Monica Hughes／Atheneum／1980）
『イシスの燈台守』（モニカ・ヒューズ／水野和子／すぐ書房／1986）
Honor賞
『The Fledgling』（Jane Langton／HarperCollins／1980）
『大空へ─ジョージーとガンの王子』（ジェイン・ラングトン(Jane Langton)／谷口由美子／あかね書房／2002）
- 2001年

『The Seventh Raven』（Peter Dickinson／Gollancz／1981）
※ 訳書なし
Honor賞
『The Night Journey』（Kathryn Lasky／Frederick Warne／1981）
※ 訳書なし
- 2002年

『A Formal Feeling』（Zibby Oneal／Viking／1982）
※ 訳書なし
Honor賞
『Story for a Black Night』（Clayton Bess／Parnassus／1982）
※ 訳書なし
- 2003年

『The Long Night Watch』（Ivan Southall／Methuen／1983）
※ 訳書なし
Honor賞
『A Solitary Blue』（Cynthia Voigt／Atheneum／1983）
※ 訳書なし
- 2004年

『White Peak Farm』（Berlie Doherty／Methuen／1984）
『ホワイト・ピーク・ファーム』（バーリー・ドハーティ／斎藤倫子／あすなろ書房／2002）
Honor賞
『Angel Square』（Brian Doyle／Douglas & McIntyre／1984）
※ 訳書なし
- 2005年

『The Catalogue of the Universe』（Margaret Mahy／Dent／1985）
『贈りものは宇宙のカタログ』（マーガレット・マーヒー／青木由紀子／岩波書店／1992）
Honor賞
『Fire and Hemlock』（Diana Wynne Jones／Greenwillow／1985）
『九年目の魔法』（ダイアナ・ウィン・ジョーンズ／浅羽莢子／東京創元社／1994）
- 2006年

『Howl’s Moving Castle』（Diana Wynne Jones／Greenwillow／1986）
『魔法使いハウルと火の悪魔』（ダイアナ・ウィン・ジョーンズ／西村醇子／徳間書店／1997）
Honor賞
『The Tricksters』（Margaret Mahy／Dent／1986）
『クリスマスの魔術師』（マーガレット・マーヒー／山田順子／岩波書店／1996）
『The Shadow in the Plate』（Philip Pullman／Oxford／1986）、『The Shadow in the North』（Philip Pullman／Knopf／1988）※左記の再刊版
『仮面の大富豪』（フィリップ・プルマン／山田順子／東京創元社／2008）
- 2007年

『Memory』（Margaret Mahy／Dent／1987）
『ゆがめられた記憶』（マーガレット・マーヒー／清水真砂子／岩波書店／1996）
Honor賞
『Waiting for the Rain』（Sheila Gordon／Orchard／1987）
『草原に雨はふる』（シェイラ・ゴードン／犬飼和雄／ぬぷん児童図書出版／1989）
- 2008年

『Eva』（Peter Dickinson／Delacorte／1988）
『エヴァが目ざめるとき』（ピーター・ディッキンソン／唐沢則幸／徳間書店／1994）
Honor賞
『The Devil's Arithmetic』（Jane Yolen／Viking／1988）
※ 訳書なし
- 2009年

『Weetzie Bat』（Francesca Lia Block／HarperCollins／1989）
『ウィーツィ・バット』（フランチェスカ・リア・ブロック／金原瑞人、小川美紀／東京創元社／1999）
Honor賞
『Lucie Babbidge's House』（Sylvia Cassedy／Crowell／1989）
※ 訳書なし
- 2010年

『The Shining Company』（Rosemary Sutcliff／Farrar Straus & Giroux／1990）
『アネイリンの歌 ケルトの戦の物語』（ローズマリー・サトクリフ／本間裕子／小峰書店／2002）
- 2011年

『The Mozart Season』（Virginia Euwer Wolff／Henry Holt and Company／1991）
※ 訳書なし
Honor賞
『Stepping on the Cracks』（Mary Downing Hahn／Clarion/Houghton／1991）
※ 訳書なし
『The Striped Ships』（Eloise McGraw／McElderry／1991）
※ 訳書なし
- 2012年

『Letters from Rifka』（Karen Hesse／Henry Holt and Company／1992）
『リフカの旅』（カレン・ヘス／伊藤比呂美／理論社／2015）
Honor賞
『Morning Girl』（Michael Dorris／Hyperion Books／1992）
『朝の少女』（マイケル・ドリス／灰谷健次郎／新潮社／1996）
『Taste of Salt: A Story of Modern Haiti』（Frances Temple／Orchard／1992）
※ 訳書なし
- 2013年

『The Frozen Waterfall』（Gaye Hiçyilmaz／Faber and Faber／1993）
※ 訳書なし
Honor賞
『Malcolm X: By Any Means Necessary』（Walter Dean Myers／Scholastic／1993)
※ 訳書なし
- 2014年

『Jesse』（Gary Soto／Houghton Mifflin Harcourt／1994）
※ 訳書なし
Honor賞
『Under the Blood-Red Sun』（Graham Salisbury／Delacorte／1994)
『その時ぼくはパールハーバーにいた』（グレアム・ソールズベリー／さくまゆみこ／徳間書店／1998）
- 2015年

『One Bird』（Kyoko Mori／Henry Holt & Company／1995）
『めぐみ』（キョウコ・モリ／池田真紀子／青山出版／1996）
- 2016年

『Frindle』（Andrew Clements／Aladdin Paperbacks／1996）
『合言葉はフリンドル！』（アンドリュー・クレメンツ／田中奈津子／講談社／1999）
- 2017年

『Wish Me Luck』（James Heneghan／Farrar Straus Giroux／1997）
『リヴァプールの空』（ジェイムズ・ヘネガン／佐々木信雄／求龍堂／2002）
Honor賞
『Seedfolks』（Paul Fleischman／HarperCollins／1997)
『種をまく人』（ポール・フライシュマン／片岡しのぶ／あすなろ書房／1998）
『Habibi』（Naomi Shihab Nye／Simon & Schuster／1997)
『ハビービー 私のパレスチナ』（ネオミ・シーハブ・ナイ／小泉純一／北星堂書店／2008）
- 2018年

『Restless Spirit』（Elizabeth Partridge／Viking／1998）
※ 訳書なし
- 2019年

『The Birchbark House』（Louise Erdrich／Hyperion／1999）
『スピリット島の少女: オジブウェー族の一家の物語』（ルイーズ・アードリック／宮木陽子／福音館書店／2004）
Honor賞
『Imani All Mine』（Connie Porter／Houghton Mifflin/Mariner／1999)
※ 訳書なし
- 2020年

『Many Stones』（Carolyn Coman／Namelos／2000）
※ 訳書なし
Honor賞
『145th Street』（Walter Dean Myers／Ember／2000)
『ニューヨーク145番通り』（ウォルター・ディーン・マイヤーズ／金原瑞人・宮坂宏美／小峰書店／2003）
- 2021年

『Finding Grace』（Alyssa Brugman／Allen & Unwin／2001）
※ 訳書なし

Honor賞
『Any Small Goodness』（Tony Johnston／2001）
※ 訳書なし
『Whale Talk』（Cris Crutcher）
- 2022年

『When the Emperor Was Divine』（Julie Otsuka／Knopf／2002）
『天皇が神だったころ』（ジュリー・オオツカ／近藤麻里子／アーティストハウス／2002）『あのころ、天皇は神だった』（ジュリー・オオツカ／小竹由美子／フィルムアート社／2018）
Honor賞
『When My Name Was Keoko』（Linda Sue Park／Clarion Books／2002)
『木槿の咲く庭』（リンダ・スー・パーク／柳田由紀子／新潮社／2006）

### フェニックス絵本賞
- 2013年

『Owen』（Kevin Henkes／Henry Holt and Company／1993）
『いつもいっしょ』（ケビン・ヘンクス／金原瑞人／あすなろ書房／1994）
Honor賞
『In the Small, Small Pond』（Denise Fleming／Henry Holt／1993）
※ 訳書なし
- 2014年

『The Bear』（Raymond Briggs／Julia Macrae Books／1994）
『くまさん』（レイモンド・ブリッグズ／角野栄子／小学館／1994）
Honor賞
『Good Night, Gorilla』（Peggy Rathmann／Putnam Juvenile／1994）
『おやすみゴリラくん』（ペギー・ラスマン／いとうひろし／徳間書店／1996）
『Swamp Angel』（Anne Isaacs＆Paul Zelinksy／Putnam and Dutton／1994）
『せかいいち大きな女の子のものがたり』（アン・アイザックス、ポール・Ｏ・ゼリンスキー／落合恵子／冨山房／1996）
- 2015年

『My Map Book』（Sara Fanelli／HarperCollins／1995）
『ちずのえほん』（サラ・ファネリ／ほむらひろし／フレーベル館／1996）
Honor賞
『When the Wind Stops』（Charlotte Zolotow＆Stefano Vitale／HarperCollins／1995）
※ 訳書なし
『Would They Love a Lion?』（Kady MacDonald Denton／Kingfisher／1995）
※ 訳書なし
- 2016年

『Goose』（Molly Bang／Blue Sky Press／1996）
※ 訳書なし
Honor賞
『Sam and the Tigers』（Julius Lester＆ Jerry Pinkney／Dial Books／1996）
『おしゃれなサムとバターになったトラ』（ジュリアス・レスター、ジェリー・ピンクニー／さくまゆみこ／ブルース･インターアクションズ／1997）
- 2017年

『Tell Me a Season』（Mary McKenna Siddals & Petra Mathers／Clarion Books／1997）
※ 訳書なし
Honor賞
『One Grain of Rice』（Demi／Scholastic／1997）
『1つぶのおこめ』（デミ／さくまゆみこ／光村教育図書／2009）
- 2018年

『Cendrillon』（Robert D. San Souci & Brian Pinkney／Simon & Schuster／1998）
※ 訳書なし
Honor賞
『You Can't Take A Balloon Into the Metropolitan Museum』（Jacqueline Preiss Weitzman & Robin Preiss Glasser／Dial／1998）
※ 訳書なし
- 2019年

『Black Cat』（Christopher Myers／New York: Scholastic／1999）
※ 訳書なし
Honor賞
『Tree of Hope』（Amy Littlesugar and Floyd Cooper／New York: Philomel／1999）
※ 訳書なし
- 2020年

『The Lost Thing』（Shaun Tan／Sydney: Hatchette／2000）
『ロスト・シング』（ショーン・タン／岸本佐知子／河出書房新社／2012）
Honor賞
『Wings』（Christopher Myers／New York: Scholastic／2000）
※ 訳書なし
- 2021年

『Dim Sum for Everyone!』（Grace Lin／Alfred A. Knopf／2001）
※ 訳書なし
Honor賞
『Iguanas in the Snow and Other Winter Poems』（Francisco X. Alarcón & Maya Christina Gonzalez／Children's Book Press／2001）
※ 訳書なし
『The Red Tree』（Shaun Tan／Thomas C. Lothian／2001）
『レッドツリー』（ショーン・タン／早見優／今人舎／2011）
- 2022年

『Home of the Brave』（アレン・セイ／2002）
※ 訳書なし